# NGC 7466
NGC 7466 este o galaxie activă situată în constelația Pegas. A fost descoperită în 20 septembrie 1873 de către Édouard Stephan⁠(d). Se află la o distanță de 92,04 de megaparseci de Pământ.